# Lispocephala incisicauda
Lispocephala incisicauda este o specie de muște din genul Lispocephala, familia Muscidae, descrisă de Xue și Wang în anul 2006. Conform Catalogue of Life specia Lispocephala incisicauda nu are subspecii cunoscute.